# Genevreuille
Genevreuille település Franciaországban, Haute-Saône megyében. Lakosainak száma 151 fő (2022. január 1.). Genevreuille Adelans-et-le-Val-de-Bithaine, Amblans-et-Velotte, La Creuse, Mollans és Pomoy községekkel határos.

## Népesség
A település népességének változása:
| Lakosok száma | 177  | 172  | 173  | 165  | 164  | 161  | 158  | 154  | 151  |
|               | 2013 | 2015 | 2016 | 2017 | 2018 | 2019 | 2020 | 2021 | 2022 |